# Di-tert-butylperoxide
Di-tert-butylperoxide of DTBP is een organische verbinding met als brutoformule C8H18O2. Het is een kleurloze tot gele vloeistof met een kenmerkende geur, die onoplosbaar is in water. Chemisch gezien bestaat de molecule uit een peroxidegroep (O-O-binding) met daaraan 2 tert-butylgroepen.

## Toepassingen
Dit organisch peroxide wordt vooral gebruikt als initiator voor de (co)polymerisatie van etheen, styreen, acrylaten en methacrylaten. Bij verhoogde temperatuur splitst de zwakke peroxidebinding en ontstaan vrije radicalen die de reactie op gang brengen.
De stof ontleedt zeer snel, zowel in aerobe als anaerobe toestand, waarbij 2 interessante brandstoffen (ethaan en aceton) worden gevormd:
{\displaystyle {\ce {(CH3)3COOC(CH3)3 -> C2H6 + 2(CH3)2CO}}}

## Toxicologie en veiligheid
De stof ontleedt bij verhitting tot 111 °C, waardoor het brandgevaar toeneemt. De stof is een sterk oxidatiemiddel en reageert hevig met brandbare en reducerende stoffen. De damp is zwaarder dan lucht en kan zich langs de grond verspreiden. Ontsteking op afstand is mogelijk.
De stof is irriterend voor de ogen en de luchtwegen.